# Любош Ганзель
Любош Ганзель (словац. Ľuboš Hanzel, * 7 травня 1987, Завар) — словацький футболіст, захисник клубу «Іскра» (Борчице). Провів один матч у складі національної збірної Словаччини.

## Клубна кар'єра
У дорослому футболі дебютував у 2004 році виступами за команду клубу «Спартак» (Трнава), в якій провів вісім сезонів, взявши участь у 123 матчах чемпіонату.
На правах оренди у 2008 році грав за команду словацького клубу «Сенець», а у 2009 році, також як орендований гравець, провів одну гру за німецький «Шальке 04».
Після завершення контракту зі «Спартаком» у січні 2013 року на правах вільного агента приєднався до польського клубу «Ягеллонія» (Білосток). Втім, провівши у складі цієї команди лише шість матчів, у травні того ж року залишив команду за обопільною згодою сторін.
У другій половині 2013 року грав за вірменський «Бананц», після чого перейшов у чеську «Дуклу» (Прага), але за півроку повернувся в «Бананц», де провів сезон 2014/15.
Влітку 2015 року повернувся на батьківщину, ставши гравцем рідного «Спартака» (Трнава), проте закріпитись у її складі не зумів і на початку нового року перейшов у «Іскру» (Борчице) з другого за рівнем дивізіону країни.

## Виступи за збірну
У складі національної збірної Словаччини провів один матч 6 червня 2009 року в рамках відбору до чемпіонату світу 2010 року проти збірної Сан-Марино у Братиславі, в якому словаки здобули перемогу з рахунком 7:0, а Любош забив один з голів. Після цього за збірну більше не виступав.